# Ocean Network Express
Ocean Network Express Holdings, Ltd. (ONE) est une entreprise japonaise, ayant son siège à Tokyo, et issue de la fusion des activités de transports de conteneurs de Nippon Yusen Kaisha, Mitsui O.S.K. Lines et K Line.
En septembre 2021, ONE est le sixième armateur mondial de porte-conteneurs par le nombre de conteneurs transportés, avec une capacité propre de 1 611 060 EVP, derrière Maersk, MSC, CMA-CGM, Cosco (China Ocean Shipping Company) et Hapag-Lloyd, avec une flotte de 220 navires.

## Histoire
L’idée de la compagnie ONE a débuté en 2016 comme une coentreprise entre NYK (Nippon Yusen Kaisha) (participation de 38%), MOL (Mitsui O.S.K. Lines) (31%) et K Line (Kawasaki Kisen Kaisha)
(31%). Elle a officiellement vu le jour le 7 juillet 2017.
La société a débuté ses activités sous le nom «Ocean Network Express» à compter du 1er avril 2018, avec le siège de la société au Japon (Tokyo), un siège des opérations commerciales à Singapour et un siège régional au Royaume-Uni (Londres, 20 Churchill Place), aux États-Unis (Richmond, VA), Hong Kong et au Brésil (Sao Paulo).
La flotte d'origine comptait 250 porte-conteneurs, dont 31 très grands porte-conteneurs (20 000 EVP, dite classe Ultra Large), et des bureaux dans 90 pays où les activités commerciales et commerciales ont débuté en octobre 2017.
Depuis le lancement de la société, il a été déclaré que ONE souhaitait être une société mondiale japonaise et non pas japonaise. C'est aussi pour cette raison que les opérations commerciales sont situées à Singapour, en dehors du Japon, ce qui représente un changement assez important par rapport aux trois sociétés mères.

## Présentation de l'entreprise
Les slogans de la société sont “As ONE, we can” (comme UN, nous pouvons), “All routes lead to ONE” (Tous les itinéraires mènent à UN) et “We are ONE” (Nous sommes UN). Celles-ci sont clairement liées au fait que la société est issue de trois entités différentes, qui ont été fusionnées dans une nouvelle organisation unique.
En combinant leurs équipements en termes de conteneurs, la nouvelle société ne veut pas être simplement la somme des trois réseaux de transport distincts bien établis, mais espère devenir un nouvel acteur maritime sur un marché extrêmement concurrentiel, où les lignes sont constamment fusionnées, acquises ou terminent leurs activités en raison de coûts d’exploitation non viables.

### La Compagnie à la couleur fleur de cerisier magenta

ONE container

ONE a choisi la couleur magenta de la fleur de cerisier japonais comme quintessence du Japon pour distinguer ses navires et ses conteneurs. Cette nuance représente une rupture avec les modèles d'expédition habituels et précédents.
Sakura, le cerisier en fleurs qui est le symbole du printemps japonais, peut se rencontrer depuis la partie nord de la péninsule de Hokkaido jusqu'à l'extrémité sud de l'île d'Okinawa. Ses fleurs magenta s'étendent sur tout le pays, faisant de la terre un océan rose au mois de mars de chaque année.
Le magnat de la marine grecque Aristote Onassis a été le premier à introduire le rose magenta dans sa flotte marchande. Plus récemment, les sociétés allemandes Conti Reederei (de) et Italian Contship Containerlines (en) ont utilisé la nuance rose pour peindre la quille de leurs navires avant de cesser leurs activités.

### Objectif de l'entreprise
Avec Hapag Lloyd et la société de transport maritime Yang Ming, ONE est un membre à part entière de THE Alliance.
ONE a décidé d’investir massivement dans le secteur du frigorifique en commandant en août 2018 plus de 14 000 nouveaux conteneurs réfrigérés blancs (13 000 x 40 ’EVP et 1 000 x 20’ EVP).

### Rationalisation des capacités de fret
Outre le tonnage hérité des trois sociétés mères, plusieurs nouveaux navires sont sur le point d'être livrés : un très grand navire d'environ 20 000 EVP et douze navires de la classe 14 000 EVP.
Le 2 avril 2018, le navire ONE Minato (commandé par K Line et initialement appelé Minato Bridge) a été lancé comme précurseur depuis le chantier Imabari Shipbuilding. Le navire a une capacité de 13 900 EVP et a été peint en magenta.
Le 15 mai 2018, le premier navire repeint en magenta a été livré et ajouté à la flotte, le « ONE Commitment » (anciennement « MOL Commitment », construit en 2013). Il a entamé son voyage inaugural à Singapour et a atteint les terminaux Yantian International Container Terminals (en) en Chine. Naviguant sous pavillon japonais, le navire opère sur le service THE Alliance PN2 à destination de la Chine, du Japon, des États-Unis et du Canada. Il a une capacité totale de 8 560 TEU.
Le 12 juin 2018, à la fin de sa construction, le navire « ONE Stork » (cigogne) a été livré et lancé à Hiroshima, dans le chantier naval de Kure au Japon. Ce navire qui, à l'origine, devait être baptisé « NYK Stork », faisait partie des 10 navires jumeaux appartenant à la classe dite des "oiseaux NYK", commandés par Nippon Yusen Kaisha et affiliés à ONE. Ce navire, comme ses sister ships, a une capacité de 14 026 EVP, et est le premier peint en magenta. Son premier voyage visait la côte est de l'Amérique du Nord après avoir touché plusieurs ports de chargement en Chine, à Hong Kong et à Singapour.